# Гончаров Михайло Дмитрович
Гончаров Михайло Дмитрович (1891, хутір Новошрамківка, Пирятинський повіт, Полтавська губернія, Російська Імперія — 7 березня 1945 р., Польща) — генерал-майор танкових військ, заступник командувача 2-ої гвардійської танкової армії.

## Життєпис
Народився у 1891 р. на хуторі Новошрамківка Пирятинського району Полтавської губернії, Російська імперія. Зараз ці землі входять до с. Шрамківка. Драбівський район, Черкаська область, Україна. З 2021 р. — Золотоніський район.
Військову службу почав у царській армії, брав участь у Першій світовій війні. В чині поручика був командиром роти. У 1918 р. перейшов у РСЧА. Служив у армії близько 20 років, з них 11 років боровся з басмачами в Узбекистані.
З 15 жовтня 1932 був командиром 19-го Туркменського кавалерійського полку. Через деякий час був переведений на Далекий Схід на кордон з Китаєм.
Під час служби у Далекосхідному військовому окрузі був заарештований та звинувачений у військовому заколоті. Одночасно з ним був заарештований увесь командний склад округу. Пробув у тюрмі 1,5 року. Реабілітований перед німецько-радянською війною.
24 червня 1941 р. отримав звання генерал-майор.
З 25 серпня по 4 грудня 1941 року командував 30-ою стрілецькою Іркутською тричі Червонопрапорною дивізією імені Верховної Ради РРФСР.
Після поранення потрапив на 1-й Білоруський фронт.
У 1944-1945 рр. Гончаров М. Д — заступник командувача 2-ої гвардійської танкової армії. Попри солідний вік (а йому було вже за 50 років) й високе звання він брав участь не тільки у розробці плану бою, а й безпосередньо в боях.
3 лютого 1945 року за особливі відзнаки у Варшавсько-Познанській наступальній операції генерал-майор танкових військ Гончаров був представлений командувачем 2-ої гвардійської танкової армії генералом Богдановим до звання Герой Радянського Союзу, але нагородили орденом Кутузова І ступеня.
На переправі частин 12-го гвардійського танкового корпусу через р. Іна 1 березня 1945 р. в м. Ретц, Західна Померанія (сучасна Польща) був важко поранений і евакуйований у госпіталь. Помер від ран 7 березня 1945 р. Похований у м. Берестя.
Деякі особисті речі Михайла Гончарова (прострелена шинель та деякі інші речі, які привезли солдати його частини разом з похоронкою), зберігаються у краєзнавчому музеї м. Сороки (Молдова).

## Нагороди
- два ордени Леніна (02.08.1941, 21.02.1945 — вислуга років)
- два ордени Червоного Прапора (03.08.1944, 03.11.1944 — за вислугу років)
- Орден Кутузова 1 ступеня (06.04.1945 посмертно)
- Орден Суворова 2 ступені (13.09.1944)
- Медаль «XX років Робітничо-Селянській Червоній Армії»

## Пам'ять
В радянські роки його ім'я носила піонерська дружина школи у с. Шрамківка, Драбівський район, Черкаська область. До складу села увійшов хутір на якому народився Михайло Гончаров.